# Harboøre
Harboøre anhörenⓘ ist ein kleiner Ort in der dänischen Kommune Lemvig in der Region Midtjylland. Er liegt an der Nordseeküste unterhalb der Landzunge Harboøre Tange und westlich des Nissum Bredning, einem Teil des Limfjords. Der Ort hat 1421 Einwohner (Stand 1. Januar 2023).
Von 1970 bis 2006 bildete Harboøre mit dem Nachbarort Thyborøn die Kommune Thyborøn-Harboøre. Vorher war es ein Teil der kleineren Kommune Harboøre-Engbjerg. 

## Sehenswertes
Die neoromanische Dorfkirche wurde 1910 errichtet und bildet das Zentrum der Gemeinde Harboøre Sogn. Der Altar wurde 1605 erworben, das Taufbecken stammt aus dem 13., die Kanzel aus dem 17.  Jahrhundert. An der Südseite steht der Lilør-Sten zur Erinnerung an zwölf Seenotretter, die bei einem Einsatz am 25. Januar 1897 ums Leben kamen. Ein weiterer Gedenkstein erinnert an 25 deutsche U-Bootfahrer, die am 31. Mai 1916 vor der Küste ertranken.
Das Badehotel von Harboøre wurde 1899 errichtet und sicherte dem Ort einen kleinen Anteil am wachsenden Tourismusgeschäft mit Badegästen aus dem ganzen Land. 
Westlich des Ortes befindet sich die Seenotrettungsstation Flyvholm, heute Museum. Zwischen 1847 und 1968 wurden von den Männern über 700 Schiffbrüchige aus der Nordsee gerettet. Zu den Ausstellungsstücken gehört ein Ruderboot von 1922. 
Ab 2011 wurde der ehemalige Fischerhafen Haarum Havn am Limfjord wieder hergerichtet, Anglerbuden wurden gebaut und Bootsankerplätze angelegt.

## Geschichte
Der Ortsname ist erstmals 1255 als Harthboøræ belegt und setzt sich zusammen aus Harbo (Einwohner im Hardsyssel) und ør (kiesiger Strandabschnitt). 
Vermutlich seit dem 16. Jahrhundert wurde am Ort Fischerei betrieben. Damals wurde eine erste Kirche errichtet. Ende des 19. Jahrhunderts erfasste eine protestantische Erweckungsbewegung das Dorf. Die sogenannte Harboøre-Erweckung zählt zu den bekanntesten Strömungen der Inneren Mission in Dänemark. 1893 waren 26 Fischer aus Harboøre auf See geblieben. Der Pastor Carl Julius Moe hielt bei ihrer Beerdigung eine anklagende Trauerrede, die das Unglück auf die Sündhaftigkeit der Gemeinde zurückführte. Sie drang bis in die Hauptstadt Kopenhagen, wo die Zeitung Politiken konstatierte: „Das war keine Beisetzung. Das war eine Exekution.“ 
In Verbindung mit der volkskirchlichen Indre Mission gewannen Moe und seine Gefolgsleute schnell an Einfluss, sie schieden die Gemeinde in „Heilige“ (ihre Anhänger) und „auf ewig Verdammte“ (die säkular Gesinnten). Von ihren Gegnern wurden sie „Höllenprediger“ tituliert. Eine weitere Havarie 1897 mit zwölf toten Seenotrettern befestigte die Position der Erweckungsbewegung zusätzlich. Der Vater des Schriftstellers Hans Kirk stammte aus einer armen Harboører Fischersfamilie. Von hier bezog Kirk seine Anregungen für den Erfolgsroman Fiskerne (1928, dt. Die Fischer, 1969). Die Innere Mission zählt den Ort noch heute zu ihren Hochburgen, ist allerdings kaum noch so konservativ geprägt wie vor 100 Jahren.

## Cheminova
An der Sekundærrute 181 liegt die Chemiefabrik Cheminova. Mit dem Standort verbindet sich einer der größten Umweltskandale der dänischen Geschichte. Seit seiner Ansiedelung 1953 hatte das Unternehmen mit staatlicher Genehmigung rund 30 Tonnen Quecksilber verklappt, Erdreich wurde mit giftigen Abwässern und Insektizid-Rückständen verseucht. In den 1960er Jahren kam es zu einem umfangreichen Fischsterben durch das Pflanzenschutzmittel Parathion. In den 1970er Jahren folgte ein massives Vogelsterben, schwefelhaltige Abfälle führten im Nissum Bredning zum Absterben des Gewässergrundes. 1981 wurden nach einer Bestandsaufnahme 5.600 Tonnen verseuchtes Erdreich ausgetauscht und in einem deutschen Salzbergwerk endgelagert. Etwa 110 Tonnen verseuchtes Erdreich nahe der Buhne 42 (Høfde 42) wurden versiegelt. Eine Beseitigung der Deponie wird erwogen, nachdem im Jahr 2000 Sickerwasser ausgetreten war und einen 13 Kilometer langen Küstenabschnitt kontaminiert hatte. Cheminova mit 850 Arbeitsplätzen gehört seit 2014 zum US-amerikanischen Unternehmen FMC Corporation.
2015 scheiterte eine Initiative des Forschungsfonds der Universität Aarhus, den Giftmüll unter finanzieller Beteiligung des Verursachers entfernen zu lassen.

## Verkehr
Harboøre liegt an der Bahnstrecke von Vemb nach Thyborøn (Lemvigbanen, errichtet 1899).